# Cerceris interrupta
Cerceris interrupta is een vliesvleugelig insect uit de familie van de graafwespen (Crabronidae). De wetenschappelijke naam van de soort is voor het eerst geldig gepubliceerd in 1799 door Georg Wolfgang Franz Panzer.